# 隣のタカシちゃん。
『隣りのタカシちゃん。』（となりのタカシちゃん。）は、藤村真理による日本の漫画作品。1999年8月号から2002年2月号にかけて『マーガレット』（集英社）にて連載された。単行本全8巻、文庫本全5巻。

## あらすじ
主人公・久保田紗希は高校生。彼氏の浮気がきっかけで破局し、少し冷めた性格になる。男縁が無くなったと思われた時、母親の情報源のおかげによりまた復活する。その情報は、お隣の2才年上のタカシが東大生になったというものだった。タカシは昔、紗希のいい使い魔みたいなもので、よくコキ使っていた男の子。彼と結婚したら医者か代議士の嫁になれるという考えを持つようになった紗希。彼が東大生ということを利用し、家庭教師になってもらう。だが、タカシは紗希の策略に気づき、冷たく突き放す。その上、同じ学校の巨乳の浦霞ともいい感じで…!?どんどん焦っていく紗希。紗希が勝つのか!? 浦霞が勝つのか…!?

## 登場人物
久保田紗希（くぼた さき）
ヒロイン。高校生。外見は今時の女の子という感じで、知的には見えない。幼馴染のタカシを旦那にしようと企み、家庭教師になって接近しようと考えるが、途中で自分の策略に気づかれ家庭教師を辞められる。が、その後きちんと謝り和解する。初期は軽いノリであったが一途に思いを寄せるようになる。当初はアホな子と思われていたタカシからも恋愛対象として見られるようになっていく。が、その直後父の左遷で紗希一家が名古屋に転勤となるが、１人東京に戻ると頑固に言い張り新たな策を講ずるなど、落ち着かない日々を送る。
タカシ
準主役。東大生。小さい頃は気が弱かったため紗希にコキ使われていたが、今は信じられないほど格好いい男性に変わった。迫ってくる沙紀に対し、ピシャッと怒ったこともあるが、それは紗希を大切に思っているためでもある。最終巻ではアメリカ留学の話が持ち上がるが、それを断わり残ることになる。
浦霞涼（うらがすみ りょう）
巨乳で色気丸出しの東大生。クールでスタイルも良く、校内では「クールビューティー」という言葉が似合うと言われている。タカシと当初はご飯を食べに行ったりする仲だった。そのために紗希に楯突かれ、バトルを繰り返していたが、途中でタカシの従兄弟の富蔵に迫られ、肉体関係を持つほど親密な仲になる。
富蔵（とみぞう）
タカシの従兄弟。陽気な性格。当初は紗希を気に入り迫るが、失恋する。その後、浦霞に猛アタックする。
新亀（しんかめ）
紗希がバイトで同じになった同僚（?）。少し怖いイメージを持たれやすい雰囲気だが、根は優しい。バイトだけでは稼げないので、カウンセラーも掛け持ちしている。セックスも語れないほど純粋な性格。
花伊吹（はな　いぶき）
タカシと同じ学校に通う、メガネの女の子。食費を浮かすために自分で手作りのお弁当を作っている。タカシと初詣に行ってたことを紗希に電話越しに気づかれる。はっきりしない性格で、浦霞にも嫌われている。
紗希の弟
紗希の弟。標準的な感じの男の子。
紗希の母
紗希に「ババア飯!」と言われて生意気な口を叩かれるとスリッパで頭をはたくほど気の強い母親。
紗希の父
娘がタカシと東京に行ってしまうと聞いて猛反対する、典型的な頑固親父。

## 書誌情報

### 単行本
- 藤村真理 『隣りのタカシちゃん。』 集英社 〈マーガレットコミックス〉、全8巻
  1. 2000年3月発行、ISBN 4-08-847183-0
  2. 2000年7月発行、ISBN 4-08-847253-5
  3. 2000年11月発行、ISBN 4-08-847308-6
  4. 2001年2月発行、ISBN 4-08-847344-2
  5. 2001年6月発行、ISBN 4-08-847385-X
  6. 2001年11月発行、ISBN 4-08-847445-7
  7. 2002年3月発行、ISBN 4-08-847486-4
  8. 2002年7月発行、ISBN 4-08-847531-3

### 文庫本
- 藤村真理 『隣りのタカシちゃん。』 〈集英社文庫〉、全5巻
  1. 2007年11月16日発売[1]、ISBN 978-4-08-618677-3
    - 【特別企画】紗希とタカシのテーマパーク⑴

  2. 2007年11月16日発売[2]、ISBN 978-4-08-618678-0
    - 【特別企画】紗希とタカシのテーマパーク⑵

  3. 2008年1月18日発売[3]、ISBN 978-4-08-618679-7
    - 【特別企画】紗希とタカシのテーマパーク⑶

  4. 2008年1月18日発売[4]、ISBN 978-4-08-618680-3
    - 【特別企画】紗希とタカシのテーマパーク⑷

  5. 2008年2月15日発売、ISBN 978-4-08-618681-0
    - 番外編 恋する浦霞
    - ねこぷー（描きおろし）

## 初期の予定
- 作者は、4巻で終わらそうとしていたと語っている[注 1]。